# Svarttjärnen (Sorsele socken, Lappland)
Svarttjärnen är en sjö i Sorsele kommun i Lappland och ingår i Umeälvens huvudavrinningsområde.